# 영국령 버진아일랜드의 기

영국령 버진아일랜드의 기 비율 1:2

영국령 버진아일랜드의 상선기 비율 1:2

영국령 버진아일랜드의 총독기

영국령 버진아일랜드의 기는 1960년 11월 15일에 제정되었다. 파란색 바탕에 왼쪽 상단에는 영국의 국기가 그려져 있으며 오른쪽에는 영국령 버진아일랜드의 문장이 그려져 있다.
상선기는 빨간색 바탕에 왼쪽 상단에 영국의 국기가 그려져 있으며 오른쪽에 영국령 버진아일랜드의 문장이 그려진 형태의 기를 사용한다. 총독기는 영국의 국기 중앙에 영국령 버진아일랜드의 문장이 그려진 형태의 기를 사용한다.